# Rasbora jacobsoni
Rasbora jacobsoni är en fiskart som beskrevs av Weber och De Beaufort, 1916. Rasbora jacobsoni ingår i släktet Rasbora och familjen karpfiskar. Inga underarter finns listade i Catalogue of Life.